# بورياتيون

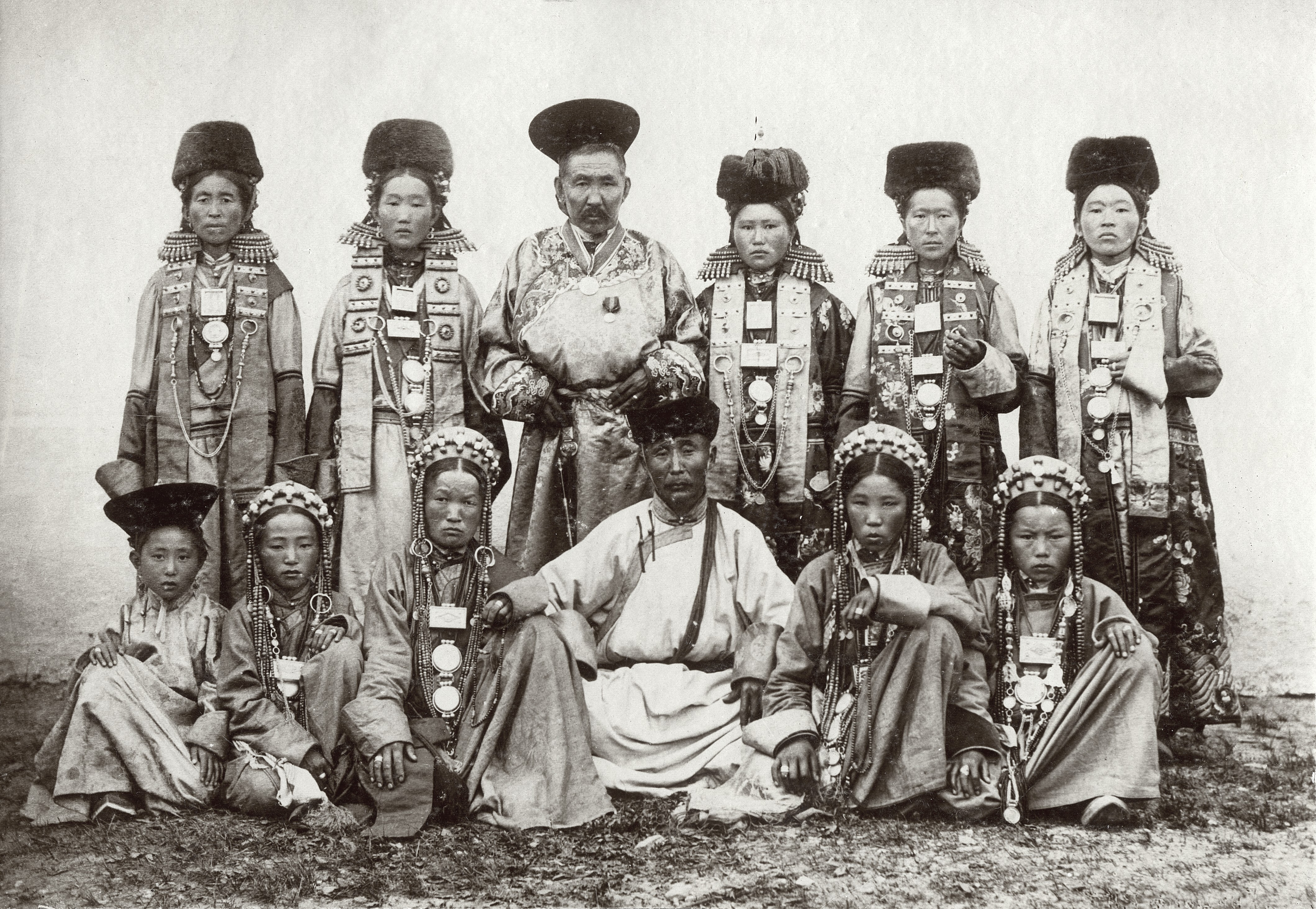

البورياتيون (بالبورياتية: Буряад، بالحروف الرومانية: Buryaad، بالمنغولية: Буриад، بورياد) هم شعب منغولي، يبلغ تعداده نحو 500 ألف، وهم أكبر مجموعة من السكان الأصليين في سيبيريا، ويتركزون في موطنهم الأصلي في جمهورية بورياتيا، وهي قسم فدرالي من روسيا. ولكن بعض البورياتيين يسكنون أيضًا في منغوليا (في الشمال الشرقي) وفي منغوليا الداخلية في الصين. وهم مجموعة من أكبر المجموعات المنغولية الشمالية.
يشترك البورياتيون في كثير من عاداتهم مع المنغوليون، من هذه العادات: الرعي والترحال، ونصب الخيام والسكن فيها. اليوم يسكن معظم البورياتيين حول أولان أودي، وهي عاصمة جمهورية بورياتيا، ولكن كثيرًا منهم يعيشون في الأرياف على نمط الحياة التقليدي. يتكلم البورياتيون لغة من وسط منغوليا تسمى البورياتية. وفقًا لأطلس اللغات المهددة الذي نشرته اليونيسيف عام 2010، فإن اللغة البورياتية مصنّفة على أنها في خطر شديد.

## الثقافة والتقاليد

### القرابة والزواج
قبل وصول الروس، عاش البورياتيون في مجموعات شبه بدوية منتشر في السهول. لذا كان للقرابة أهمية كبرى في المجتمع البورياتي، على المستوى الروحي والاجتماعي كليهما. يُرجِع كل البورياتيين أصلهم إلى رجل أسطوري واحد، يختلف حسب المنطقة الجغرافية. كانت القرابة تحدد الجِوار أيضًا، فالجيران لا يكونون إلا أقرباء. سكنت المجموعات ذات القرابة المنطقة الرعوية نفسها ونظموا أنفسهم في قبائل مبنية على الأنساب. ولئن كانت الأحلاف بين القبائل أمرًا موجودًا بينهم، فإنها نادرة وطالما كانت مبنية على تفسيرات أوسع لمفاهيم القرابة والمصاهرة.
كان أمر الزواج متروكًا للأسرة، وكانت أحيانًا الأسرة تزوج أبناءها وهم بعمر سنة أو سنتين. ومن الجوانب الفريدة في التراث البورياتي «الكليم»، وهو تبادل بين ثروة العروس والمهر. في الكليم يدفع الزوج مقدارًا يتّفق عليه من الماشية مقابل عروسه، أما عائلة العروس فتقدم منزل اليورت ومؤن البيت الأساسية. وإذا لم يكن عند الزوج ما يكفي من الماشية، يُتَّفق على فترة يعمل فيها بخدمة العروس. كان تعدد الزوجات مقبولًا، ولكن لم يكن يستطيعه إلا الرجال ذوو الأموال الطائلة. ومن طقوس الأعراس عندهم: أن تشعل العروس النار في الخيمة بثلاث قطع من الدهون، وأن ترشّ الدهون على ملابس والد العريس.
لكن وصول الروس غيّر في نظام الكليم تغييرات كبيرة. صار المال جزءًا مهمًّا من المقايضة. ومع الوقت، صارت المهور غالية جدًّا حتى إنها «في العقد الأخير من القرن التاسع عشاحصل على مساعدة في التحريرر، بلغت المهور 400 إلى 600 روبل ومعها من 86 إلى 107 من رؤوس الماشية، أما قبل ذلك بمئة عام فكان أغنى البورياتيين يدفع مهره مئة رأس من الماشية». ومع تفاقم الحالة، عقد الكثير من الرجال عقودًا من العمل الممتد لسنوات مع ملّاك الماشية الأغنياء مقابل أن يساعدوهم في الحصول على زوجة. مع مرور الوقت، فقد نظام الكليم قبوله، وحلّ محله الزواج في المحكمة القائم على المشاعر الرومانسية.

### الدين
تديّن البورياتيون بالشامانية، وكان التركيز في دينهم على عبادة الطبيعة. من المفاهيم الأساسية في الشامانية البورياتية «القسمة الثلاثية» للعالم الفيزيائي والعالم الروحاني. في العالم الروحاني ثلاثة أقسام: التنجري، والبوكسولدوي، والأرواح الدنيا. أما التنجري فهم الحاكمون على البشرية، وأما البوكسولدوي فهي أرواح العوام، وأما الأرواح الدنيا فهي أرواح العبيد. وبالتوازي مع هذا المفهوم فكرة تقسيم الإنسان إلى ثلاثة أجزاء: البدن (بيي) والحياة، والروح. والروح تنقسم بعد ذلك إلى ثلاثة أجزاء: الأول والثاني والثالث. الروح الأولى موجودة في الهيكل العظمي، وأي أذى يلحق بالهيكل العظمي يلحق بها. لذا يحذر البورياتيون حين يؤدون شعائر التضحية بالحيوانات من إيذاء العظام، لأنهم إذا آذوها رفضت الآلهة قربانهم. أما الروح الثانية فلها القدرة على مغادرة الجسد والتحول إلى كائنات أخرى، وهي موجودة في الأعضاء. والثالثة تشبه الثانية، ولا تختلف عنها إلا في أن غيابها علامةٌ على نهاية حياة صاحبها.
يتبع معظم البورياتيين البوذية التبتية. تحول البورياتيون إلى البوذية في بواكير القرن الثامن عشر تحت تأثير بعثات التبشير التبتية والمنغولية.
في ديانة البورياتيين، يعَد العدد ثلاثة ومضاعفاته أعدادًا مقدسة. من أمثلة علم الأعداد عندهم: ثلاثة قرابين سنوية، يمدّ فيها الشامانات أعمار المرضى ثلاث سنين أو تسعًا، ويكون فيها مجموع التنغري 99، وأمثلة أخرى لا تحصى.
ينقسم الشامانات إلى فئتين: الشامانات الكبار في في المناطق القطبية الشمالية، والشامانات الصغار من التايغا. يرتبط الشامانات عادةً بالاضطرابات العصبية، وفي بعض الأحيان يمرّون بحالات نوبة مرضية. وينقسمون أيضًا إلى شامانات بيض يستدعون الأرواح الخيرة، وشامانات سود يستدعون الأرواح الشريرة. أما الشامانية الصفراء فتشير إلى الشعائر الشامانية التي تأثرت بالبوذية تأثرًا كبيرًا. من وظائف الشامانات الشفاء، لا سيما الشفاء من الأمراض النفسية. ليست الشامانية البورياتية كلها بالوراثة، إذ يمكن لأي أحد في القبيلة أن يتلقى نداءً ليصبح شامانًا (ومع هذا، فإن الشامانات الذين يحفظون أنسابهم مفضّلون على غيرهم). يمكن للشامانات أن يتحكموا بالأرواح كما يمكن أن تتحكم بهم الأرواح.
تختلف المعتقدات شيئًا ما باختلاف المجموعات والقبائل، ولا إجماع بين البورياتيين على عقائد أو شعائر معينة. فالبورياتيون الغربيون مثلا يؤمنون بقيامة الروح الثالثة، ربما كان ذلك بسبب تأثرهم بالبوذية.
بعض البورياتيين مسيحيون. تأسست بعثة تبشيرية في إركوتسك عام 1731. تحول بعض البورياتيين إلى المسيحية، ولكن معظمهم تحول لأسباب مادية، وبعضهم تحول بالإكراه.
الدين اليوم في جمهورية بورياتيا تتقاسمه الأرثوذكسية الروسية والبوذية واللادينية. حاولت بعض الناس إحياء الشامانية في المناطق الريفية بعد الاضطهاد السوفييتي، ولكن هذه الحركات بقيت صغيرة. أما الشامانات فيمارسون الشامانية الصفراء أو السوداء أو مزيجًا منهما.

### المعيشة
تراثيًّا، كان البورياتيون رعاةً بدوًا. وكان من عاداتهم تربية أعداد كبيرة من الماشية والخراف والماعز والجِمال. اعتمد البورياتيون كذلك على الموارد المحلية ليدعموا أنظمتهم الغذائية. بعد الاستعمار الروسي، حلّت الزراعة شيئًا فشيئًا محلّ الرعي. بورياتيو اليوم معظمهم مزارعون ولكن في معظم المناطق الريفية لم تزل تربية الماشية الطريقة الأساسية لكسب الرزق.
لم يزل البورياتيون في سيبيرا يعتمدون على تربية الماشية في كسب العيش. إذ يركزون على تربية البقر وشجر التوت، ومنهما يتكون معظم نظامهم الغذائي. وعندهم بعض المجتمعات التي تزرع أنواعًا عديدةً من الشجر، ويحصدون محاصيل القمح والجاودار. على منحدرات جبلي سايان وألتاي مجتمعات تعتمد في معيشتها على تربية الرنة.
البورياتيون المنغوليون مزارعون ولكنهم شبه مستقرين. يبني هؤلاء زرائب وأسوارًا ليحفظوا فيها الماشية ويعتمدون في إطعام ماشيتهم على التبن. ولكن البورياتيين القاطنين في بورياتيا مهتمون أكثر بالزراعة لا بتربية المواشي.